# Primera División de fútbol sala 2013-14
La temporada 2013-14 de Primera División de fútbol sala fue la 25ª edición de la máxima competición de la Liga Nacional de Fútbol Sala de España.
El campeonato consta de una fase regular a ida y vuelta con 15 equipos, uno descansa cada jornada ya que el descenso del Caja Segovia FS no ha sido suplida por otro equipo. Al término de la misma, los ocho primeros se clasifican para los playoff por el título, mientras que los dos últimos descienden a División de Plata y el antepenúltimo juega una promoción de permanencia contra el tercer posicionado de la segunda categoría.

## Equipos
| Pos | Ascendidos a 1ª División |
| --- | ------------------------ |
| 1º  | Montesinos Jumilla       |
| 2º  | Peñíscola Fútbol Sala    |
| 5º  | Jaén Paraíso Interior    |

| Pos | Descendidos a 2ª División |
| --- | ------------------------- |
| 4º  | Caja Segovia FS           |
| 14º | Puertollano FS            |

### Equipos por comunidades autónomas
| Comunidad autónoma   | N.º | Equipos                                                |
| -------------------- | --- | ------------------------------------------------------ |
| Galicia              | 3   | Azkar Lugo FS, Burela Pescados Rubén y Santiago Futsal |
| Cataluña             | 2   | FC Barcelona Alusport y Marfil Santa Coloma            |
| Navarra              | 2   | Ribera Navarra Fútbol Sala, Triman Navarra             |
| Región de Murcia     | 2   | ElPozo Murcia y Montesinos Jumilla                     |
| Andalucía            | 1   | Jaén Paraíso Interior                                  |
| Aragón               | 1   | Sala 10 Zaragoza                                       |
| Canarias             | 1   | Gáldar Gran Canaria                                    |
| Comunidad Valenciana | 1   | Peñíscola Fútbol Sala                                  |
| Comunidad de Madrid  | 1   | Inter Movistar                                         |
| Islas Baleares       | 1   | Hospital de Llevant Manacor                            |

## Fase final por el título

### Cuadro de partidos
|  | Cuartos de final                           | Cuartos de final                           |                       |                | Semifinales                                 | Semifinales                                 |  |                | Final                                        | Final                                        |  |
|  | 9 de mayo - 17 de mayo Mejor de 3 partidos | 9 de mayo - 17 de mayo Mejor de 3 partidos |                       |                | 23 de mayo - 1 de junio Mejor de 3 partidos | 23 de mayo - 1 de junio Mejor de 3 partidos |  |                | 7 de junio - 21 de junio Mejor de 5 partidos | 7 de junio - 21 de junio Mejor de 5 partidos |  |
|  |                                            |                                            |                       |                |                                             |                                             |  |                |                                              |                                              |  |
|  |                                            |                                            |                       |                |                                             |                                             |  |                |                                              |                                              |  |
|  | Inter Movistar                             | 2                                          |                       |                |                                             |                                             |  |                |                                              |                                              |  |
|  | Inter Movistar                             | 2                                          |                       |                |                                             |                                             |  |                |                                              |                                              |  |
|  | Ribera Navarra FS                          | 0                                          |                       |                |                                             |                                             |  |                |                                              |                                              |  |
|  | Ribera Navarra FS                          | 0                                          |                       | Inter Movistar | 2                                           |                                             |  |                |                                              |                                              |  |
|  |                                            |                                            |                       | Inter Movistar | 2                                           |                                             |  |                |                                              |                                              |  |
|  |                                            |                                            | Marfil Santa Coloma   | 0              |                                             |                                             |  |                |                                              |                                              |  |
|  | Marfil Santa Coloma                        | 2                                          | Marfil Santa Coloma   | 0              |                                             |                                             |  |                |                                              |                                              |  |
|  | Marfil Santa Coloma                        | 2                                          |                       |                |                                             |                                             |  |                |                                              |                                              |  |
|  | Triman Navarra                             | 0                                          |                       |                |                                             |                                             |  |                |                                              |                                              |  |
|  | Triman Navarra                             | 0                                          |                       |                |                                             |                                             |  | Inter Movistar | 3                                            |                                              |  |
|  |                                            |                                            |                       |                |                                             |                                             |  | Inter Movistar | 3                                            |                                              |  |
|  |                                            |                                            | ElPozo Murcia         | 0              |                                             |                                             |  |                |                                              |                                              |  |
|  | ElPozo Murcia                              | 2                                          | ElPozo Murcia         | 0              |                                             |                                             |  |                |                                              |                                              |  |
|  | ElPozo Murcia                              | 2                                          |                       |                |                                             |                                             |  |                |                                              |                                              |  |
|  | Burela Pescados Rubén                      | 1                                          |                       |                |                                             |                                             |  |                |                                              |                                              |  |
|  | Burela Pescados Rubén                      | 1                                          |                       | ElPozo Murcia  | 2                                           |                                             |  |                |                                              |                                              |  |
|  |                                            |                                            |                       | ElPozo Murcia  | 2                                           |                                             |  |                |                                              |                                              |  |
|  |                                            |                                            | FC Barcelona Alusport | 1              |                                             |                                             |  |                |                                              |                                              |  |
|  | FC Barcelona Alusport                      | 2                                          | FC Barcelona Alusport | 1              |                                             |                                             |  |                |                                              |                                              |  |
|  | FC Barcelona Alusport                      | 2                                          |                       |                |                                             |                                             |  |                |                                              |                                              |  |
|  | Montesinos Jumilla                         | 0                                          |                       |                |                                             |                                             |  |                |                                              |                                              |  |
|  | Montesinos Jumilla                         | 0                                          |                       |                |                                             |                                             |  |                |                                              |                                              |  |
|  |                                            |                                            |                       |                |                                             |                                             |  |                |                                              |                                              |  |

| Campeón de la Liga Nacional de Fútbol Sala |
| ------------------------------------------ |
| Inter Movistar Noveno título               |